# Anurophasis
Anurophasis is een monotypisch geslacht van vogels uit de familie fazantachtigen (Phasianidae). De enige soort  (Nieuwguinese bergpatrijs) uit dit geslacht is verplaatst naar het geslacht Synoicus.